# NGC 7319
NGC 7319 је спирална галаксија у сазвежђу Пегаз која се налази на NGC листи објеката дубоког неба.
Деклинација објекта је + 33° 58' 35" а ректасцензија 22h 36m 3,5s. Привидна величина (магнитуда) објекта NGC 7319 износи 13,3 а фотографска магнитуда 14,1. NGC 7319 је још познат и под ознакама .